# جاویدان خرد
جاویدان خرد یا پندنامه هوشنگ یا الحکمةالخالده یکی از قدیمی‌ترین و کهن‌ترین کتب ایرانی است. کتاب جاویدان خرد که ساخته و پرداخته فرهنگ ایرانی است و برپایهٔ جاویدان خرد هوشنگ از شاهان پیشدادی نوشته شده‌ است و حسن بن سهل ابن سورانی آن را به عربی ترجمه کرده است و ابن مسکویه آن را به پایان رسانده است. این کتاب که با عنوان «آداب‌العرب و الفرس» نیز شهرت دارد در بیان حکمت‌ها و اندرزهای ایرانیان، هندیان، یونانیان و اعراب است.
کتاب جاویدان خرد ساختهٔ اندیشهٔ ایرانی و از آثار گرانبهای فرهنگ ایرانی است که در دورهٔ اسلامی به عنوان سخنان و وصایای هوشنگ پیشدادی شهرت داشته است. این کتاب توسط حسن بن سهل به عربی برگردانده و کوتاه شده، و همین ترجمه و کوتاه شده را ابن مسکویه در آغاز کتاب آداب العرب و الفرس آورده است.
اصل کتاب در سال ۱۹۵۲ میلادی، با پژوهش عبدالرحمن بدوی دانشمند و فیلسوف معاصر مصری با عنوان «الحکمةالخالده» در قاهره به چاپ رسیده و ترجمهٔ فارسی آن نیز که در اوایل سدهٔ ۱۱ هجری قمری به‌وسیلهٔ تقی‌الدین محمد ارجانی شوشتری صورت گرفته، به سال ۱۳۵۵ خورشیدی با عنوان جاویدان خرد، به ویرایش بهروز ثروتیان توسط مؤسسهٔ مطالعات اسلامی دانشگاه تهران ـ دانشگاه مک گیل زیر نظر مهدی محقق در تهران به چاپ رسیده است.

## تنظیم کتاب
این کتاب آداب و رسوم، امثال و حکم، پند و اندرز ملل ایرانی، هندی و عرب را با مطالب و لطایف ادبی آمیخته و آن را در چهار بخش و یک خاتمه به ترتیب زیر تنظیم و ارائه نموده‌است:
- مقدمه
- جاویدان خرد
- حِکَم و آداب پارسیان باستانی
- حِکَم و آداب هندیان
- حِکَم و آداب عرب
- حِکَم و آداب روم[۶]

## کشف کتاب جاویدان خرد
در مورد کشف کتاب جاویدان خرد، جاحظ به نقل از «واقدی» چنین آورده است:
مردی به نام «ذوبان»، از حکمای کابل بود. ذوبان از وجود کتاب جاویدان خرد در خزاین ایوان مدائن مطّلع بوده. روزی بنابر وقایعی، او در خدمت «مأمون» خلیفه عباسی عملی مستحق پاداش را مرتکب می‌شود؛ لذا در هنگامی که مأمون از او می‌خواهد تا طلب پاداشی نماید، ذوبان از او کتاب جاویدان خرد را طلب می‌نماید. پس هیئتی به مداین گسیل یافته و به دستور خلیفه و به راهنمایی ذوبان، کتاب را که صدبرگ داشته و در جعبه‌ای زیر خاک مدفون بود، بیرون آوردند. ذوبان آن را مجموعه‌ای از حکمت باستان وصف کرده که «گنجور وزیر ایران‌شهر» از حکمت باستان گردآورده بوده‌است. ذوبان کتاب را مطالعه و بسیار به آن به عنوان میراث باستانی نیاکان، علاقمند بود. چندی بعد به خواهش «حسن بن سهل نویختی» (برادر فضل بن سهل که خود ایرانی نژاد و در دربار عباسیان خدمت می‌کرد)، هر روز یک برگ از این کتاب را از ذوبان به امانت گرفته، از پهلوی به عربی ترجمه می‌کرد. لیکن ذوبان تنها سی برگ از صد برگ را به او داد و صلاح ندید تا باقی برگ‌ها به دست نامحرمان عرب بیوفتد.
به زودی این سی برگ به دست ابو علی مسکویه، دانشمند و مورخ بزرگ ایرانی رسیده و ابن مسکویه آن را در کنار پندها و حکمت‌های عربی و هندی و رومی، در قالب کتاب حاضر، نگاشته و به یادگار می‌گذارد. ابن مسکویه در بخش مربوط به حکمت ایرانیان علاوه بر پندهای هوشنگ، از پندهای آذرباد، بزرگمهر، انوشیروان، جمشید و… نیز استفاده شده و در بخش حکمت عرب و روم از نصایح علی، لقمان، ارسطو، افلاطون و… استفاده کرده‌است.